# 王靜齋
王靜齋（1880年3月12日—1949年5月25日）原名文清，经名赛尔德·伊利亚斯，回族，天津人，中华民国伊斯兰教大阿訇、经学教育家，与马松亭、哈德成、达浦生并称中国现代“四大阿訇”。

## 生平
清朝光绪六年（1880年）农历二月初二日，王静斋生于天津清真北大寺附近的一户阿訇世家。8岁开始随父亲王兰庭阿訇学阿拉伯文。光绪二十年（1894年）起，进入经堂学习阿拉伯语课本及浅近教法学十多种，并涉猎波斯语。不久，先后随李长贵、马玉麟、于勉斋、金连荣、刘绪魁、海思福等阿訇学习。1905年，再度投奔已离开天津清真北大寺到安育村清真寺任教长的于勉斋阿訇。1905年冬，于勉斋阿訇在安育村清真寺为王静斋赐幛穿衣。不久，王静斋受聘为北京大兴县白塔村南寺阿訇，在任时间两年。1907年，王静斋改任怀来县新保安清真寺阿訇。1908年重返白塔村南寺任教长。约1908年，北京《正宗爱国报》刊登了该报总经理丁宝臣的署名文章《疑问求教》四则，王静斋见报后作答。不久，丁宝臣亲自来到天津，聘王静斋任北京花市清真寺教长，在任时间两年。1910年，应聘出任奉天（今沈阳）开源清真寺教长，在任时间三年，1913年辞职返回家乡。
20世纪初，中国伊斯兰教和回族发生了许多变革。1906年，童琮在江苏镇江创办东亚穆民教育总会。1907年，中国14个省的36位留日回族学生成立留东清真教育会，天津回民丁竹园出版《竹园白话报》，北京的丁宝臣出版《正宗爱国报》。1908年，中国留日回族学生出版《醒回篇》。1907年至1908年，王宽阿訇在北京城内创办了回文师范学堂、京师第一两等小学堂。青年阿訇王静斋十分关注这些新变革，他在新保安时便订阅《竹园白话报》、《正宗爱国报》，重返白塔村任职后又订阅《大公报》、《民兴报》，在奉天任职时订阅《法政浅说》。此外他还读过《饮冰室》、《中国魂》等图书。在奉天时曾主动随耶稣教徒王某学英语，但仅学40天便因清真寺部分穆斯林反对而停止。1912年，王静斋加入国民党。王静斋常为《正宗爱国报》、天津《民兴报》投稿。
1914年，王静斋阿訇应山东省济南镇守史马良的邀请，自天津到山东省潍县谈《古兰经》翻译事宜。马良想请王静斋主译《古兰经》。王静斋则建议马良请河北沧州经学家海金主译。经马良同意，王静斋亲自到沧州请来海金，后又请到山东冠县阿訇沙锦章（人称“傲沙”）加入。经过两年完成经堂语初稿，后又请沧县李正芳（即李五阿訇）修改。该译本完稿后存在马良处，从未发表。王静斋在帮助马良组织起上述译经人员后，未参加译经，而是在1914年受聘出任潍县宋家庄清真寺教长，并开始翻译《回耶辨真》。同年，王静斋离开宋家庄，改任京东三河县大厂镇清真寺阿訇。1915年辞职回到家乡。1915年，王静斋一度出任《北京新报》编辑，代张子文阿訇编辑该报的《雷门鼓》、《回教史》这两个栏目。1916年至1918年，任北京什刹海清真寺阿訇。1919年，任北京崇文门外唐刀胡同清真寺阿訇，未任满40天即自行辞职。1920年，任京南安次县安育村清真寺阿訇，在任时间两年。
1922年到1923年，王静斋“耻于应具之知识落后，当为之善功有缺”，经太原马君图、南京马榕轩、甘肃马乾三、天津杨小廷等人资助，王静斋偕徒弟马宏道自天津启程，经南京、上海、香港、新加坡、印度麻达拉司、孟买、苏彝士到达埃及开罗，进埃及爱资哈尔大学进修。1923年秋，和马宏道到麦加朝觐，朝觐期间因为麦加地方政府不准中国哈吉在帐棚的顶上挂中华民国国旗，中国哈吉“反抗无术，乃忍辱撤下”，王静斋受到极大刺激，强烈感觉到“弱国无外交”。之后，王静斋和马宏道到沙特阿拉伯各地以及土耳其君士坦丁堡、安卡拉等地游历。马宏道留在土耳其学习，王静斋独自返回埃及，再度进入爱资哈尔大学学习，并被该校任命为中国学生部部长。王静斋是爱资哈尔大学中国学生部第一任部长（1931年12月后又有沙国珍（汝诚）、庞士谦（益吾）先后任中国学生部部长）。王静斋在埃及受到伊斯兰教改良主义思潮影响，并搜集抄录600多种阿拉伯文经典。
1924年春，王静斋由苏彝士登法国轮船经西贡至上海回国。回国后，因不愿卷入济南新派和旧派的纷争，拒绝了山东济南北大寺的聘请，而是接受马君图聘请出任山西省教育厅谘议。1925年回天津后，开始在时子周帮助下翻译《古兰经》，不久即在1925年初离开天津到山东省阳信县六营村清真寺任教长。同年，在马松亭等人创办的成达师范学校兼任教职。1925年秋，王静斋到北京西单牌楼清真寺开始翻译《古兰经》甲种本的工作。1927年，王静斋、时子周、杨敬修等阿訇在天津筹办中阿大学，但因困难而未能办成。
1927年9月，在弟弟王济民、儿子王宝琮的帮助下，王静斋创办《伊光》月报，自任总经理兼编辑、记者，尹伯清、陈鹭洲、王辉庭、张石麟等人先后任编辑、会计、发行等职务，社址设在天津清真北大寺。《伊光》自创刊至1939年2月止，出刊达12年，每期印刷一两千份，读者遍及全中国，全部为免费赠阅。抗日战争期间，《伊光》社址经常改变，王静斋到哪里就将社址设在哪里。
1928年，王静斋任奉天省安东县（今辽宁丹东）东寺教长。1929年，改任哈尔滨清真东寺教长，在任时间三年。1932年，任天津三义庄清真寺教长。1933年，王静斋在三义庄清真寺倡导遵经革俗，引起天津部分穆斯林不满。1933年农历闰五月，王静斋的儿子王宝琮病逝。
1934年，王静斋任北京教子胡同清真寺教长，萧德珍阿訇接任三义庄清真寺教长。1934年秋，海宏鋆、海朝英父子率天津部分穆斯林发动“天津市驱逐新行运动”，称王静斋、萧德珍等人是“猴都斯”（新行），发表《天津市驱逐新行运动第一次报告书》，采取武力占领了三义庄清真寺，将萧德珍阿訇等提倡遵经革俗者逐出了三义庄清真寺。王静斋得知后，连续发表《新旧与是非辨》、《海氏父子听着》等文章，萧德珍也先后发表第一、二、三号《天津三义庄清真寺教长萧德珍宣言》。王静斋具呈天津检察处，控告海宏鋆、海朝英父子“纠众作乱，侵占寺权罪”。海氏最终被判处有期徒刑两个月。
1935年，王静斋辞去教子胡同清真寺教职，应山东第一路总指挥、青州人赵明远的推荐，到青州任教长，管辖青州城内、外两座清真寺教务。1935年，有人向中国国民党中央党部报告称王静斋和日本人川村狂堂勾结，煽动华北回民异动。“中央党部疑信参半，乃密令全国大小机关，随时侦我行动。余得此消息后，亲赴南京中央党部自首。结果，得当事者充分谅解，通知全国各机关取消前令。于是，仇我者未得如愿以偿。”同年，王静斋辞职，从青州回到天津。行前，赵明远约请王静斋专任翻译伊斯兰教经典的工作，并嘱王静斋在北京购房作为常住地。1936年，王静斋在北京西单牌楼中国回教俱进会总部成立“中国回教典籍编译社”。1937年，王静斋在河南与时子周创办“中国回民抗日救国协会”。
王静斋对《古兰经》经注学、圣训学、教义学、教法学、伊斯兰教历史都有深入研究，通晓阿拉伯语、波斯语、英语、古汉语。王静斋历任河北、北京、辽宁、黑龙江、天津、山东、宁夏、台北等地二十多所清真寺的教长。
1914年担任山东宋家庄清真寺教长时，王静斋用5个月翻译了印度伊斯兰教教长赖哈麦图拉的《伊祝哈鲁络汗格》（中文名《回耶辨真》），由北京牛街清真书报社出版。1928年，王静斋出版了自己编译的《中亚字典》（俗称“王氏小字典”）。1931年和1935年，王静斋先后出版《选译详解伟嘎业》第1、第2集。1934年，王静斋在北京出版《中阿双解中阿新字典》（俗称“王氏大字典”）。1936年，在北京西单牌楼中国回教俱进会总部，王静斋成立“中国回教典籍编译社”，拓《欧母代序文》（回教法学通论），并且修润赵明远的母亲丁蕴辉的波斯文遗稿《老欧母代》，均出版。同年，王静斋翻译《回教亲属篇》、《回教遗产继承法》。1947年，翻译波斯诗人萨迪的《古洛斯汤》为中文版《真境花园》，1947年4月由北京清真书报社出版。
王静斋的三部《古兰经译解》十分有名。1925年，即王静斋归国后的第二年，王静斋便开始翻译《古兰经》，4个月完成全部译稿，但是感到“译词欠妥”，仅节选出一本《赫提》出版。不久，接受北京赵文府的建议及300元资助，在北京东四清真寺南讲堂再度试译《古兰经》。经侯德山（松泉）等人帮助下，经过20个月完成全部译稿，存在侯德山处。1932年，该《古兰经译解》（甲种本）由中国回教俱进会在北平出版，译者署名“王文清”，扉页有许宝蘅篆书题签，卷首有徐世昌、许世英分别作的两篇《序》以及侯德山写的《弁言》。1937年12月17日起，王静斋动手翻译经堂语体《古兰经》。1938年12月7日完成全经译稿。1940年该译稿被日军飞机炸毁。1940年9月，王静斋迁居重庆北碚云龙山庄，重新译经。1941年3月17日，第二次完成全经译稿。随即应邀到宁夏整理该译稿，1942年8月整理完成，石印出60部“非定草”，此即《古兰经译解》（乙种本）。1938年12月1日，在《古兰经译解》（乙种本）译稿即将完成时，王静斋开始汉译丙种本（初名《白话汉译古兰天经》）。1945年夏，王静斋飞抵重庆，向时子周请教译稿中一些句子的译法。时子周熟读穆罕默德·阿力的英文译本，并以郁思甫·阿力的译本对照，不到两个月便解决了大部分疑难译句。1946年10月上旬，上海永祥印书馆出版《古兰经译解》（丙种本）5千部，封面由白崇禧题签。
1948年，王静斋到中国西南各省考察伊斯兰教教育及学术。1948年下半年，应台湾穆斯林之邀，出任台北清真寺阿訇。但因不习惯当地环境，于1949年春返回大陆。不久在路经贵阳时病倒，1949年5月25日（农历四月二十八日）病逝，享年70岁。安葬在贵阳郊外的白桦山回民公墓。

## 著作
王静斋撰写的部分重要文章有：
- 《五十年求学自述》
- 《我之译经小史》
- 《中国近代回教文化史料》
- 《发扬伊斯兰文化之必要》
- 《巡礼游记》
- 《中国回教经堂教育的检讨》
- 《中国回教掌故》
- 《喂！果园马老阿衡逝世矣——一代贤豪，生来值得》

王静斋的主要译著有：
- 《古兰经译解》
- 《选译详解伟嘎业》
- 《回耶辨真》
- 《回耶雄辩录》
- 《中亚字典》（俗称“王氏小字典”）
- 《中阿双解中阿新字典》（俗称“王氏大字典”）
- 《真境花园》